# Grand Prix automobile d'Australie 1987
Le Grand Prix d'Australie de Formule 1 1987 s'est tenu le 15 novembre sur le circuit urbain d'Adélaïde.

## Classement
| Pos. | No | Pilote             | Écurie                 | Tours | Temps/Abandon                      | Grille | Points |
| ---- | -- | ------------------ | ---------------------- | ----- | ---------------------------------- | ------ | ------ |
| 1    | 28 | Gerhard Berger     | Ferrari                | 82    | 1 h 52 min 56 s 144 (164,631 km/h) | 1      | 9      |
| Dsq. | 12 | Ayrton Senna       | Lotus-Honda            | 82    | Disqualifié                        | 4      |        |
| 2    | 27 | Michele Alboreto   | Ferrari                | 82    | + 1 min 07 s 884                   | 6      | 6      |
| 3    | 20 | Thierry Boutsen    | Benetton-Ford          | 81    | + 1 tour                           | 5      | 4      |
| 4    | 3  | Jonathan Palmer    | Tyrrell-Ford           | 80    | + 2 tours                          | 19     | 3      |
| 5    | 29 | Yannick Dalmas     | Larrousse-Ford         | 79    | + 3 tours                          | 21     | 0*     |
| 6    | 14 | Roberto Moreno     | AGS-Ford               | 79    | + 3 tours                          | 25     | 1      |
| 7    | 10 | Christian Danner   | Zakspeed               | 79    | + 3 tours                          | 24     |        |
| 8    | 8  | Andrea De Cesaris  | Brabham-BMW            | 78    | Panne d'essence                    | 10     |        |
| 9    | 5  | Riccardo Patrese   | Williams-Honda         | 76    | Fuite d'huile                      | 7      |        |
| Abd. | 6  | Nelson Piquet      | Williams-Honda         | 58    | Freins                             | 3      |        |
| Abd. | 16 | Ivan Capelli       | March-Ford             | 58    | Sortie de piste                    | 23     |        |
| Abd. | 1  | Alain Prost        | McLaren-TAG            | 53    | Freins                             | 2      |        |
| Abd. | 18 | Eddie Cheever      | Arrows-Megatron        | 53    | Surchauffe                         | 11     |        |
| Abd. | 2  | Stefan Johansson   | McLaren-TAG            | 48    | Freins                             | 8      |        |
| Abd. | 19 | Teo Fabi           | Benetton-Ford          | 46    | Freins                             | 9      |        |
| Abd. | 23 | Adrian Campos      | Minardi-Motori Moderni | 46    | Boîte de vitesses                  | 26     |        |
| Abd. | 30 | Philippe Alliot    | Larrousse-Ford         | 45    | Panne électrique                   | 17     |        |
| Abd. | 25 | René Arnoux        | Ligier-Megatron        | 41    | Distributeur                       | 20     |        |
| Abd. | 7  | Stefano Modena     | Brabham-BMW            | 31    | Problème physique                  | 15     |        |
| Abd. | 26 | Piercarlo Ghinzani | Ligier-Megatron        | 26    | Allumage                           | 22     |        |
| Abd. | 11 | Satoru Nakajima    | Lotus-Honda            | 22    | Suspension                         | 14     |        |
| Abd. | 17 | Derek Warwick      | Arrows-Megatron        | 19    | Transmission                       | 12     |        |
| Abd. | 9  | Martin Brundle     | Zakspeed               | 18    | Turbo                              | 16     |        |
| Abd. | 4  | Philippe Streiff   | Tyrrell-Ford           | 6     | Sortie de piste                    | 18     |        |
| Abd. | 24 | Alessandro Nannini | Minardi-Motori Moderni | 0     | Accident                           | 13     |        |
| Nq.  | 21 | Alex Caffi         | Osella-Alfa Romeo      |       | Non qualifié                       |        |        |

## Pole position et record du tour
- Pole position : Gerhard Berger en 1 min 17 s 267 (vitesse moyenne : 176,070 km/h).
- Meilleur tour en course : Gerhard Berger en 1 min 20 s 416 au 72e tour (vitesse moyenne : 169,175 km/h).

## À noter
- Ayrton Senna finit 2e de ce Grand Prix mais est disqualifié pour cause de dimensions non réglementaires des conduits de refroidissement des freins.
- Yannick Dalmas finit 5e mais ne marque pas de point, car son équipe Larrousse n'avait inscrit qu'une voiture en début de saison pour Philippe Alliot. La deuxième monoplace de Dalmas, qui n'a disputé que les trois derniers Grand Prix de la saison, n'était pas éligible pour les points.